# داره صبح می‌شه
داره صبح می‌شه فیلمی است که برای اولین بار در بخش «هنر و تجربهٔ» سی و سومین دوره جشنواره فیلم فجر به نمایش درآمد. در این فیلم رؤیا نونهالی و مهدی احمدی و رعنا آزادی‌ور و بابک کریمی و ایرج شهزادی به ایفای نقش پرداختند. این فیلم در تاریخ ۴ مهر ۱۳۹۴ در سینماهای ایران اکران شد.

## داستان فیلم
قصهٔ چهار خانواده با رازهای درهم‌تنیده‌شان را در یک شب تا صبح روایت می‌کند، قصهٔ عشق و بحران رابطه، قصهٔ رازهایی که سال‌ها مدفون شده و امشب وقت دوباره عیان شدنش است.

## زاویهٔ دید
یلدا جبلی: فیلم داره صبح می‌شه روایتگر چهار اثر موازی و در عین حال درهم‌تنیده است که یک‌شبه با هم به روی کاغذ نیامد. این قصه‌ها در امتداد هم هستند و در جاهایی به هم گره می‌خورند.
فیلمنامه کاملاً دیالوگ‌محور است و جاذبهٔ فیلم هم به ارتباط و دیالوگ‌های میان شخصیت‌هاست. این فیلم نیازمند مخاطب باحوصله و باهوش است که با قصه همراه شود. از اینکه این فیلم در بخش هنر و تجربه پذیرفته شد، احساس خوشایندی دارم. این فیلم احساسات و عواطف ازیادرفته در سینما را برای مردم یادآوری می‌کند.
رؤیا نونهالی: این فیلم به تماشاگر با حوصله نیاز دارد که در دنیای امروز بسیار کم‌اند. آدم‌هایی که دنبال کارهای ویژه بروند.
«داره صبح می‌شه» فیلمی است که مخاطب خاص دارد؛ اما در کنار
آن مخاطب عام را هم جذب می‌کند. هر کس این فیلم را ببیند از این پس فیلم‌های جبلی را دنبال خواهد کرد.

## سی و سومین جشنواره فیلم فجر[۴]
| قسمت                        | نامزد     | نتیجه    |
| --------------------------- | --------- | -------- |
| بهترین فیلم بخش هنر و تجربه | یلدا جبلی | نامزدشده |